# Gasparo Contarini

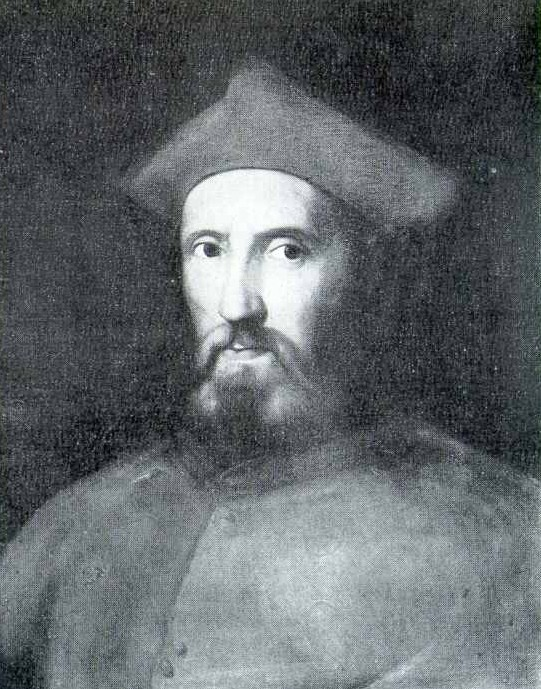
Kardinal Gasparo Contarini

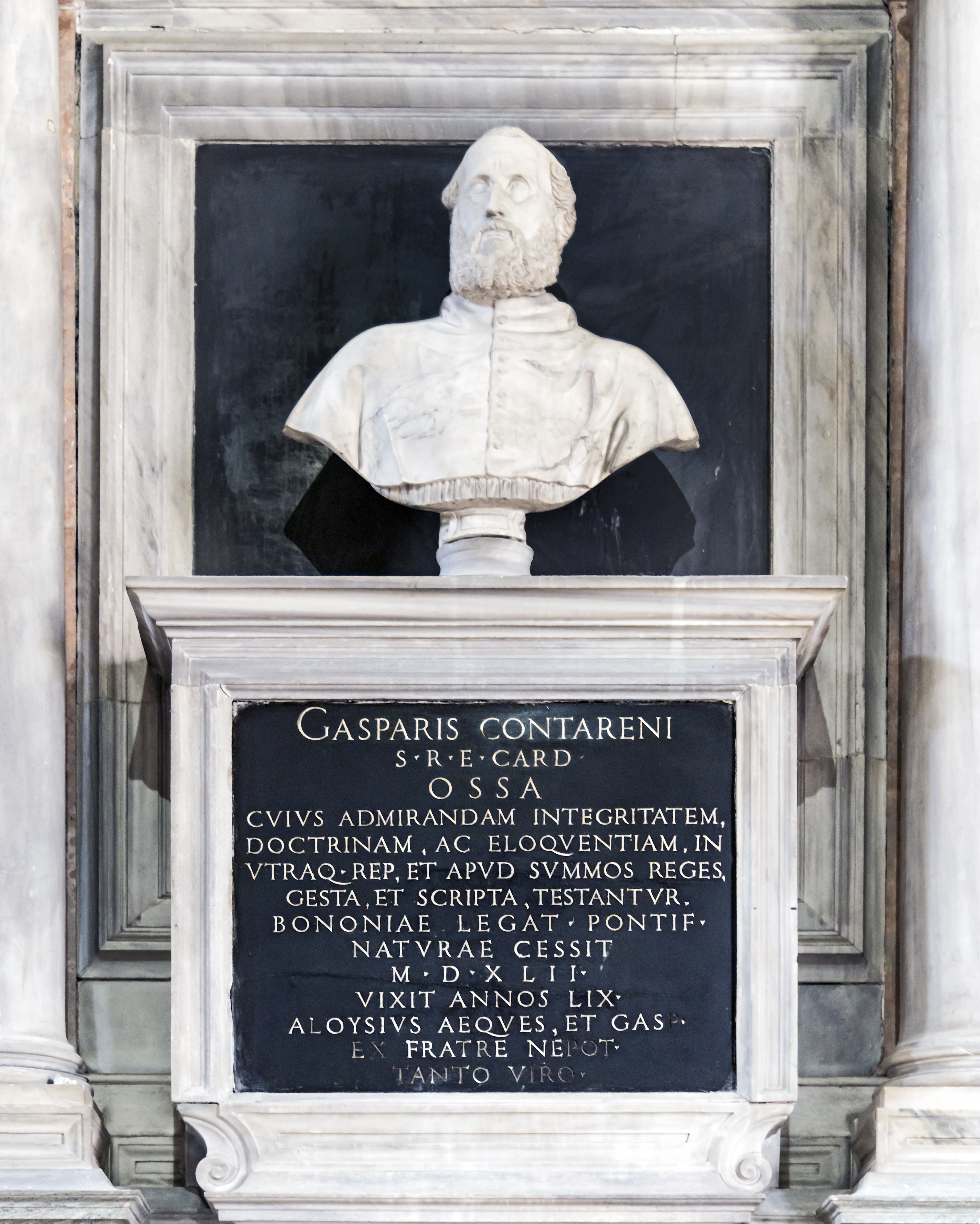
Hans grav i kyrkan av Madonna dell'Orto

Gasparo Contarini, född 16 oktober 1483 i Venedig i Republiken Venedig, död 24 augusti 1542 i Bologna i Kyrkostaten, var en italiensk diplomat och kardinal. Han var son till Alvise Contarini och Polissena Malpiero.
Contarini studerade grekiska, matematik, aristotelisk filosofi samt teologi vid Paduas universitet mellan 1501 och 1509. Han var senare diplomat i Vendigs tjänst, bland annat vid riksdagen i Worms 1521. Trots att han var lekman utnämndes han till kardinal 1535, och blev kardinallegoat av Bologna 1542. Både som medlem av den av Paul III 1536 tillsatta reformkommissionen och som påvlig legat vid religionssamtalet i Regensburg 1541 försökte Contarini göra av lutherska tankar påverkade reformförslag gällande, dock utan större resultat.